# Andorra nos Jogos Olímpicos de Verão de 2012
Andorra competiu nos Jogos Olímpicos de Verão de 2012, que aconteceram na cidade de Londres, no Reino Unido, de 27 de julho até 12 de agosto de 2012.

## Desempenho

### Atletismo
Os atletas de Andorra alcançaram índices de classificação nos seguintes eventos (máximo de três atletas por índice A e um por índice B):
Eventos com um atleta classificado por índice B:
- Maratona masculina

### Natação
Feminino
| Atletas        | Evento       | Eliminatórias | Eliminatórias | Semifinal   | Semifinal   | Final       | Final       |
| Atletas        | Evento       | Tempo         | Posição       | Tempo       | Posição     | Tempo       | Posição     |
| -------------- | ------------ | ------------- | ------------- | ----------- | ----------- | ----------- | ----------- |
| Monica Ramirez | 100 m costas | 1min07s72     | 42º           | Não avançou | Não avançou | Não avançou | Não avançou |

### Tiro
Masculino
| Atleta          | Evento         | Qualificação | Qualificação | Final       | Final       | Posição |
| Atleta          | Evento         | Placar       | Posição      | Placar      | Total       | Posição |
| --------------- | -------------- | ------------ | ------------ | ----------- | ----------- | ------- |
| Joan Tomas Roca | Fossa olímpica | 103          | 33º          | Não avançou | Não avançou | 33º     |